# Phytomyza flavifacies
Phytomyza flavifacies este o specie de muște din genul Phytomyza, familia Agromyzidae, descrisă de Friedrich Georg Hendel în anul 1935. Conform Catalogue of Life specia Phytomyza flavifacies nu are subspecii cunoscute.